# Поділ Боснії та Герцеговини
Поділ Боснії та Герцеговини — дискусійне питання, спроби втілення якого в життя відбувалися в XX столітті.
Проблема набула особливої ваги упродовж Боснійської війни, в яку втяглися і найбільші сусіди Боснії та Герцеговини Хорватія і Сербія. 
Станом на 2023 рік, Боснія і Герцеговина залишається єдиною державою, де зберігається внутрішній політичний поділ на основі Дейтонської угоди 1995 року.

## Передісторія

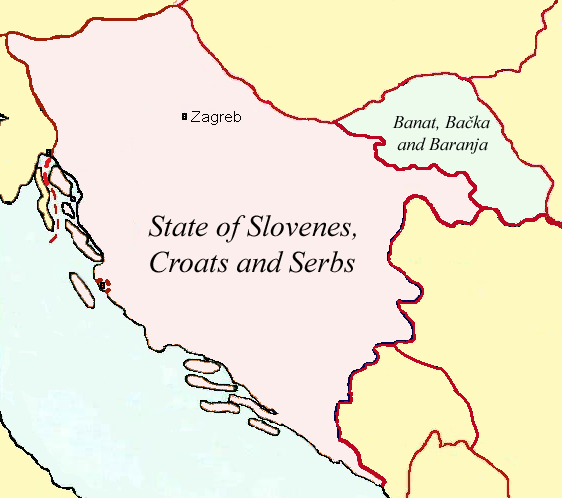
Держава словенців, хорватів і сербів включала всю територію Боснії і Герцеговини

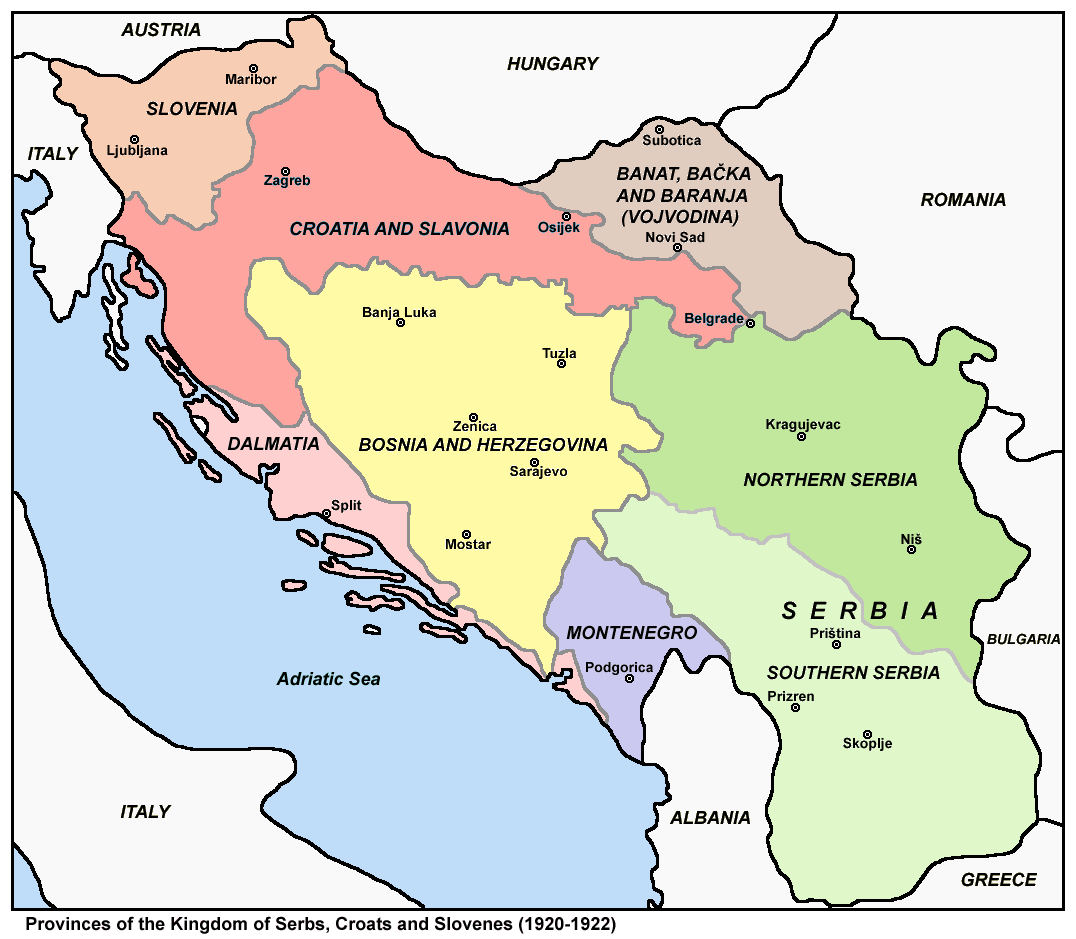
Провінції Королівства сербів, хорватів і словенців у 1920—1922 рр.

Боснія і Герцеговина була єдиним утворенням, яке займало приблизно одну й ту саму територію з моменту виникнення середньовічного Боснійського королівства та наступного османського завоювання Боснії між 1380-ми та 1590-ми роками. Кордони сучасної Боснії та Герцеговини встановилися як межі Боснійського еялету османських часів, закріплені на півдні та заході Карловицьким договором 1699 року, на півночі — Белградським договором 1739 р., а на сході — Берлінським договором 1878 р. Незважаючи на те, що ця територія формально перебувала під суверенітетом Османської імперії, її окупувала Австро-Угорщина, створивши 1878 року Кондомініум Боснія і Герцеговина та офіційно анексувавши її в 1908 році. Після Першої світової війни та розпаду Австро-Угорщини ці землі у 1918 році спочатку повністю перейшли до новоутвореної Держави словенців, хорватів і сербів, а потім до Королівства сербів, хорватів і словенців. 1922 року Боснію і Герцеговину внутрішньо поділили на шість областей Королівства сербів, хорватів і словенців.

## Королівство Югославія

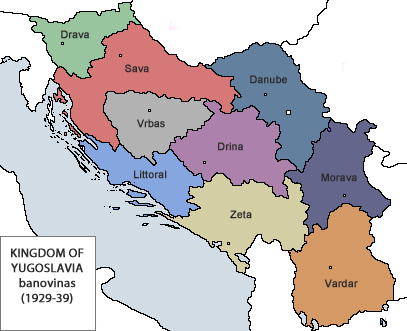
Югославські бановини в 1929 році

1929 року області було замінено чотирма бановинами Королівства Югославії, але всі вони охоплювали і землі з-поза меж Боснії та Герцеговини.
Угода Цветковича-Мачека, яка 1939 року породила Бановину Хорватію, фактично розкраяла Боснію і Герцеговину між Хорватією та Сербією, викликавши гнів босняків, тоді відомих як югославські мусульмани, включно з Югославською мусульманською організацією, яка засудила переділ Боснії та Герцеговини за цією угодою.

## Друга світова війна

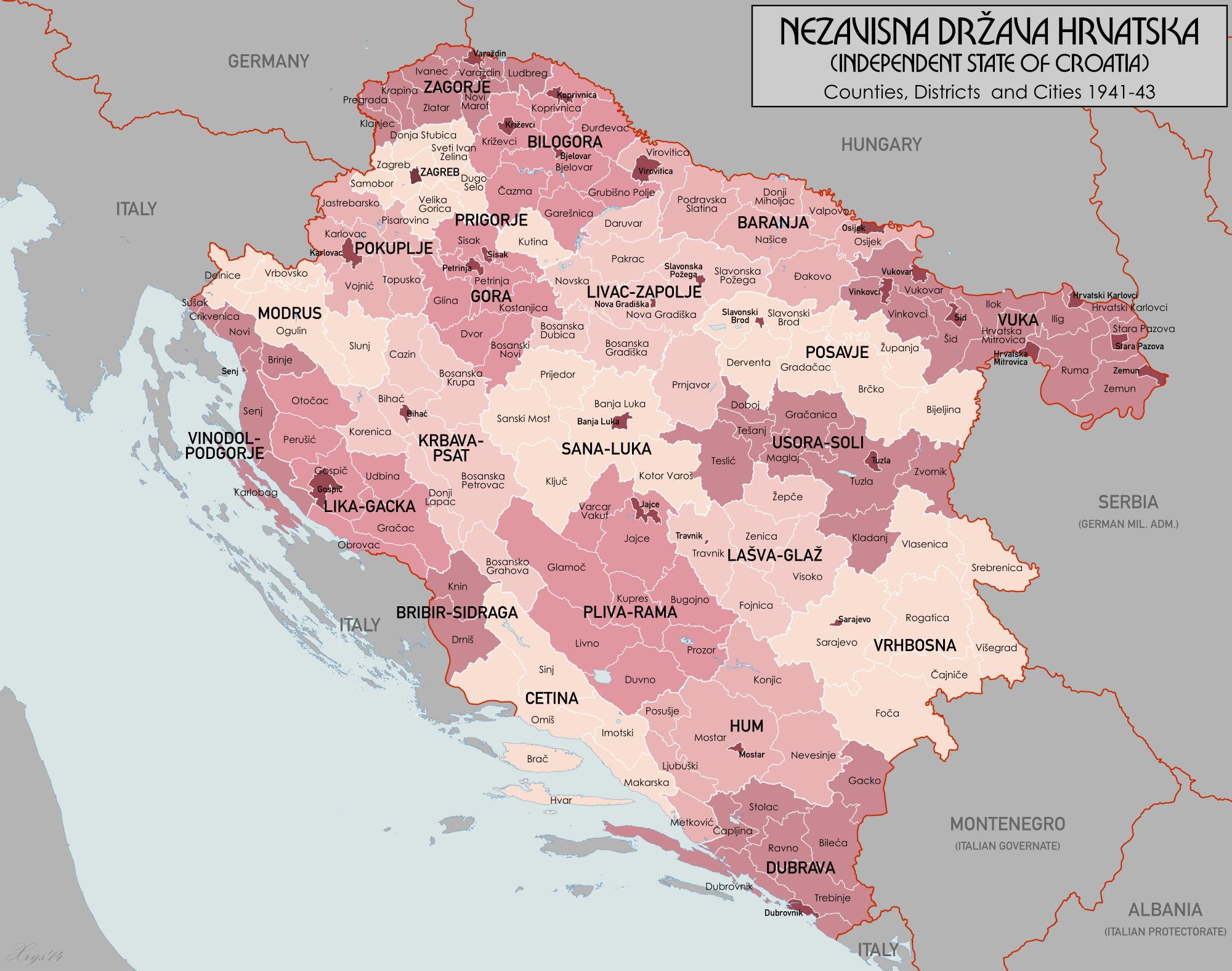
Розділена на великі жупи Боснія і Герцеговина у складі Незалежної Держави Хорватія

Під час Другої світової війни Боснія і Герцеговина потрапила до складу Незалежної Держави Хорватія. Влада НДХ, проводячи поділ на великі жупи, у кількох випадках поєднала у межах однієї такої жупи боснійські та герцеговинські землі з власне хорватськими, таким чином розмиваючи історичні (османські та австро-угорські) межі Боснії і Герцеговини.

## Югославські війни

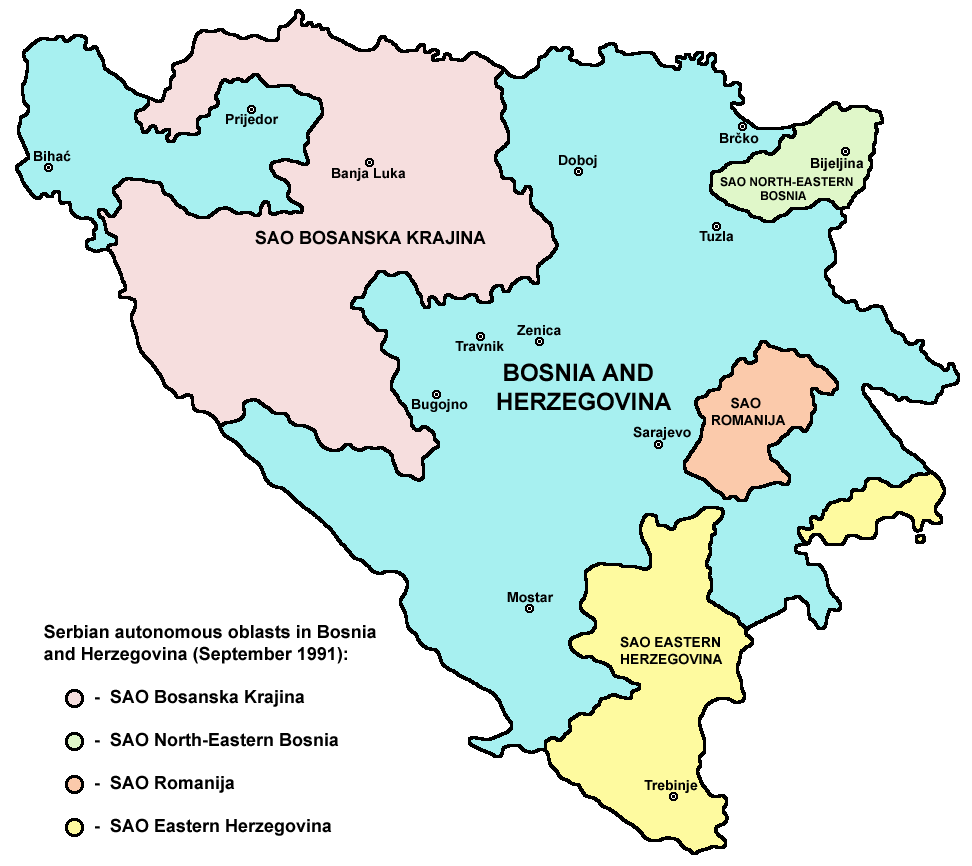
Сербські автономні області в 1991—92 роках, створені під час бунту проти влади Боснії та Герцеговини

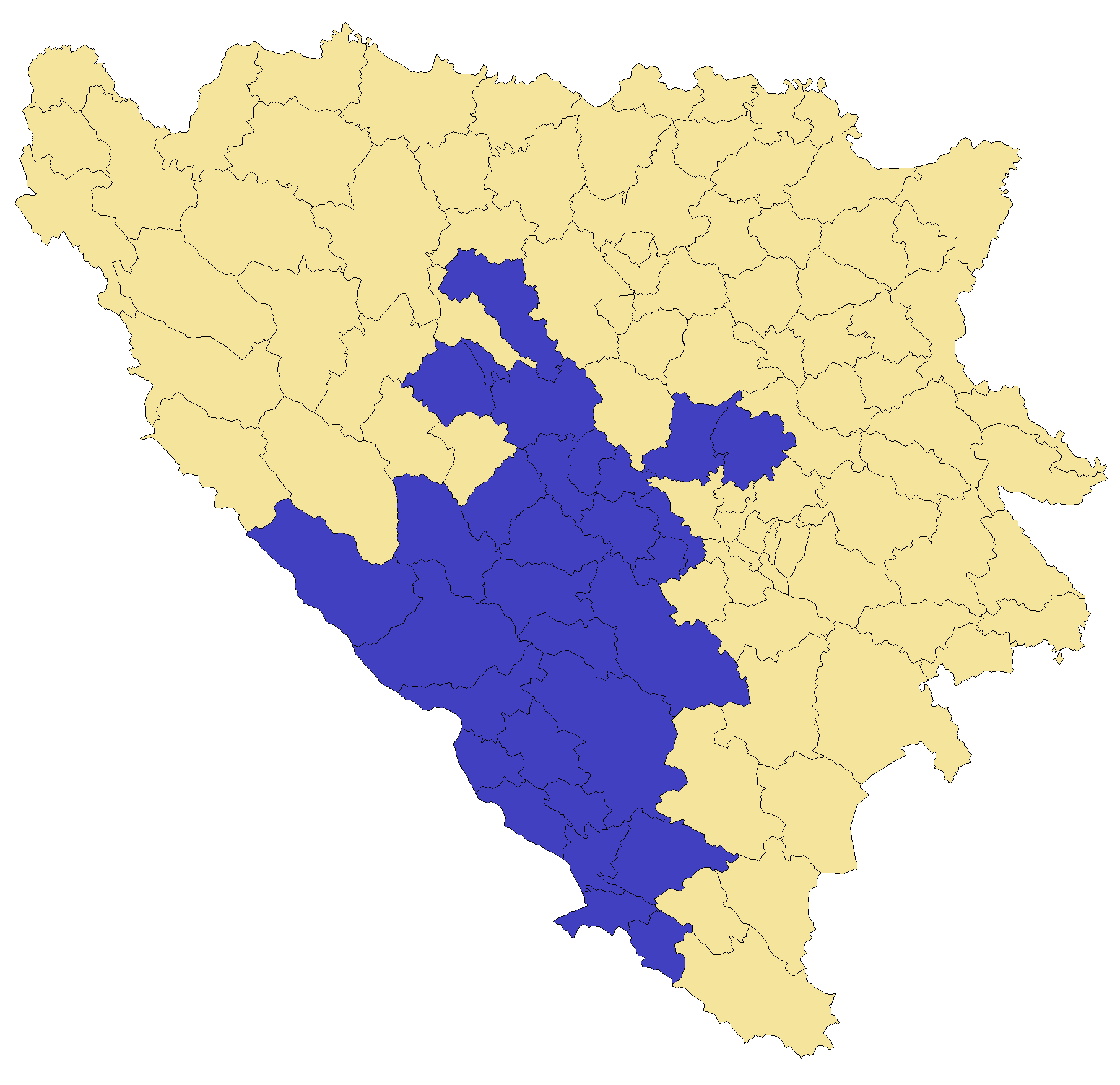
30 громад, що 1991 року проголосили Хорватську Республіку Герцег-Босна

Під час Боснійської війни було запропоновано розділити Боснію на три етнічні держави: боснійську мусульманську республіку, сербську республіку та хорватську республіку.
Політичне керівництво сербів і хорватів домовилося про розділ Боснії на зустрічі Мілошевича і Туджмана в Караджорджеві 1991 року і потім уклало відповідну угоду в Граці 1992 року, в результаті чого хорватські сили розвернулися проти Армії Республіки Боснія і Герцеговина, розпочавши хорватсько-боснійську війну 1992—1994 років.
1992 року переговори між сербським і хорватським керівництвом про розділ Боснії та Герцеговини продовжилися.
Франьо Туджман доводив, що Боснія і Герцеговина повинна стати частиною федеральної хорватської одиниці, оскільки вона історично пов'язана з Хорватією. Туджман не сприймав окрему Боснію серйозно, як показали його коментарі телевізійній групі, коли він заявив, що «Боснія була творінням османського вторгнення [...] До того часу вона була частиною Хорватії або ж це було Боснійське королівство — не що інше, як католицьке королівство, пов'язане з Хорватією».
 1981 року Туджман заявив, що союзна республіка Боснія і Герцеговина «частіше була джерелом нових поділів між сербським і хорватським населенням, ніж їхнім містком». Що більше, Туджман зазначав, що з етнічного й мовного погляду більшість босняків були хорватського походження. Він стверджував, що боснійська ідентичність може принести користь тільки сербам, а отже, прискорити час для «слушного територіального поділу» Боснії.
За словами останнього посла США в Югославії Воррена Циммермана, Туджман твердив, що Боснія і Герцеговина повинна бути розділеною між хорватами і сербами. «Туджман визнавав, що обговорював ці фантазії з Мілошевичем, керівництвом югославської армії та боснійськими сербами, — писав Циммерман, — і вони погодилися, що єдиний вихід — це розділити Боснію між Сербією та Хорватією». Циммерман також відзначав боязнь Туджмана «ісламської фундаменталістської держави» і те, що той називав Ізетбеговича «фундаменталістським постпредом Туреччини» та звинувачував їх у «змові, щоб створити Велику Боснію... заполонивши Боснію 500 000 турків».
Як повідомляв Тім Джуда, старший радник Туджмана Маріо Нобіло безпосередньо сповістив його, що відбулися переговори «з метою розв'язання югославського конфлікту шляхом розрізання Республіки Боснія і Герцеговина та створення між ними ісламської буферної держави».
Свідчення інших американських і британських політиків, таких як посол Герберт Окун (ветеран дипломатії США), наводять на думку про те, що на зустрічі йшлося про поділ Боснії та Герцеговини. Що розділ Боснії і Герцеговини між Хорватією та Сербією був метою Туджмана, стверджував і Педді Ешдаун. Його свідчення в МТКЮ про те, що Туджман на зустрічі в Лондоні 6 травня 1995 року сказав йому, що домовився про розділ Боснії з Мілошевичем, накреслиши карту Боснії із запропонованою демаркаційною лінією, було долучено до судового рішення у справі Кордича і Черкеза.
Степан Месич поклав на Мілошевича відповідальність за «створення Великої Сербії на уламках колишньої Югославії». Месич розкрив тисячі документів і аудіокасет, записаних Туджманом про його плани під час справи про воєнні злочини ватажків хорватів із Боснії та Герцеговини, скоєні проти босняків. Записи показують, що Туджман і Мілошевич проігнорували обіцянки поважати суверенітет Боснії навіть після підписання Дейтонської угоди. В одній розмові Туджман сказав офіційному представникові: «Домовмося із сербами. Ні історія, ні емоції на Балканах не дозволять багатонаціональності. Ми повинні відмовитися від ілюзій останніх вісьмох років... Дейтон не працює. Ніхто — крім дипломатів і дрібних посадовців — не вірить у суверенну Боснію та Дейтонські угоди». В іншій чули, як він казав союзнику з числа боснійських хорватів: «Вам не слід показувати, що ми бажаємо троїстого поділу Боснії». Записи також розкривають причетність Туджмана до звірств проти босняків у Боснії, включаючи покривання президентом Хорватії воєнних злочинів у селі Ахмичі (громада Витез), де тероризували, а потім розстріляли або спалили понад сотню боснійських чоловіків, жінок і дітей. Коли Месича запитали, чи «Туджман вважав, що Боснія була помилкою і що було помилкою робити її республікою після Другої світової війни та що її слід приєднати до Хорватії», він відповів: «Це були його ідеї, що Боснія буцімто мала належати Хорватії на підставі рішення, яке мало б ухвалити АВНВЮ».
Югославські війни призвели до загибелі щонайменше 97 000 громадян Боснії і Герцеговини та вигнання понад 1,5 млн її жителів.
Країна, де раніше жодну область не можна було означити як чисто босняцьку, сербську чи хорватську, стала поділеною на кілька етнічно однорідних країн.
Політика Туджмана та Хорватії щодо Боснії та Герцеговини ніколи не була повністю прозорою, але завжди включала його остаточну мету розширити хорватські кордони. У вироку у справі Тихомира Блашкича Судова палата встановила, що «Хорватія, а точніше колишній президент Туджман, надіялися розділити Боснію, здійснивши такий ступінь контролю над боснійськими хорватами, а особливо над ХРО, що можна говорити про цілковитий контроль».